# Cincle plongeur
Cinclus cinclus
Espèce
Répartition géographique
Statut de conservation UICN

 LC  : Préoccupation mineure

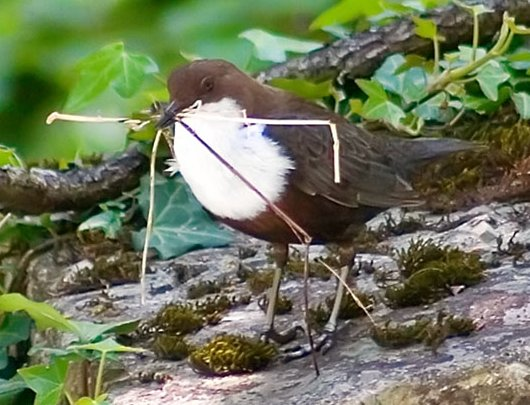
Merle d'eau

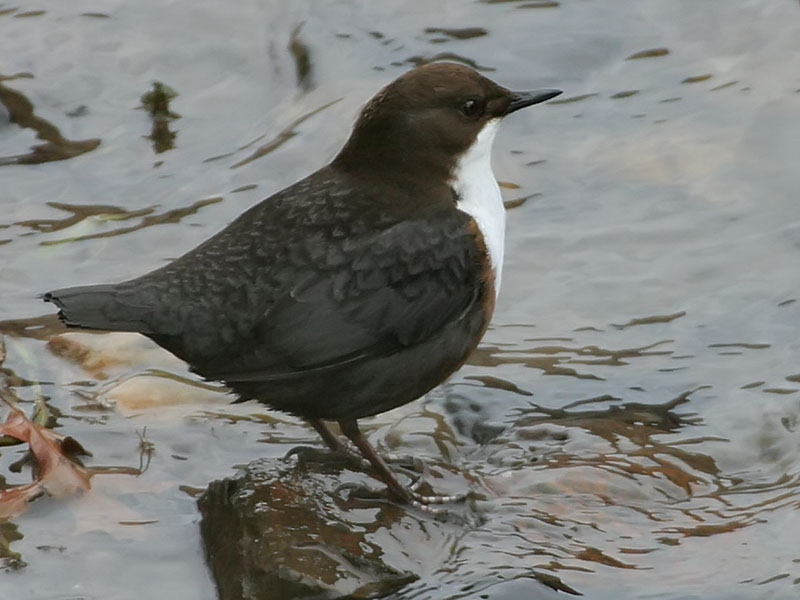
Merle d'eau

Le Cincle plongeur (Cinclus cinclus) est une espèce de passereaux de la famille des cinclidés. C'est un oiseau brun et blanc de la taille d'un merle qui vit à proximité des rivières d'Europe, d'Asie et d'Afrique du nord. Il est parfois appelé merle d'eau.

## Description
Le cincle mesure environ 18 cm de long, pour une envergure de 25 à 30 cm et pèse de 50 à 75 g.
C'est un oiseau trapu, possédant un plumage brun noirâtre avec la gorge et la poitrine blanche, le ventre roux. Les couleurs des deux sexes sont identiques, mais la femelle est plus petite que le mâle. Les jeunes ont le ventre taché de gris et le dos brun-gris.

## Comportement

### Cri
Son cri le plus caractéristique se compose d'une « suite de sons sifflés et grinçants » ainsi que d'imitations, relativement longues, durant plus de dix secondes. Il peut également produire un autre cri, un tsritt, le plus souvent utilisé lors de ses déplacements.

### Alimentation
Cette espèce est surtout insectivore, il capture des insectes aquatiques sur les berges (larves de phryganes et d'éphémères…), ou plonge pour chercher des larves, des petits crustacés et mollusques, crevettes et petits poissons.

#### Technique de pêche
Le cincle plongeur utilise une technique de pêche unique : il plonge la tête la première dans l'eau jusqu'à s'immerger complètement, et marche sur le fond à contre-courant, en bombant le dos et écartant légèrement les ailes afin de profiter du courant pour être rabattu vers le fond. Lorsque l'eau est plus profonde ou agitée, il étale sa queue tronquée et utilise ses ailes pour se propulser et résister davantage au courant.
Il trouve sa nourriture en retournant les pierres du lit avec son bec et en fouillant les algues et autres plantes subaquatiques. Il localise ses proies à la vue, ses yeux étant protégés par de minces replis de peau sous les paupières, appelés membranes nictitantes, visibles lorsque l'oiseau est perché car il cligne fréquemment.
Son plumage est très dense, une membrane recouvre ses narines qui peuvent être obturées lorsqu'il est sous l'eau et ses glandes uropygiennes sont plus grosses que chez les autres passereaux.

### Reproduction

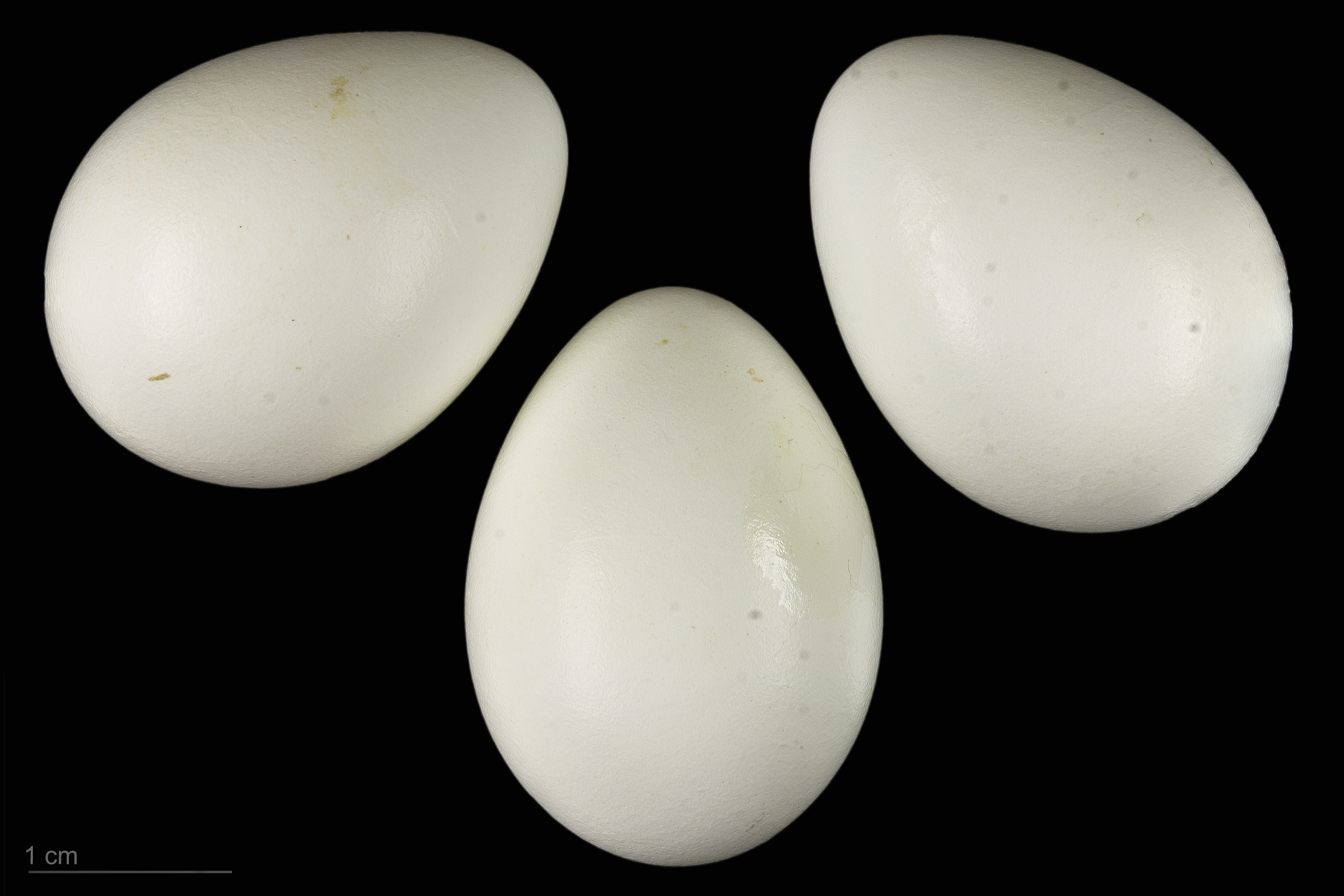
Œufs de Cinclus cinclus - Muséum de Toulouse

Les couples commencent à se former à partir de janvier. Les parades nuptiales sont observables à tout moment de l'année, mais sont plus nombreuses en mars et avril. Au début, la femelle fuit les avances du mâle, qui chante en sa présence, marchant ou nageant comme un canard autour d'elle. Lorsque la saison des amours s'approche, la femelle sollicite de la nourriture de son partenaire, en se repliant sur elle-même et agitant ses ailes. Le mâle s'exécute à contrecœur au début, et c'est lorsque les deux individus échangent pacifiquement la nourriture que le couple est formé.
Le nid du cincle est une construction bombée avec une entrée tournée vers le bas. Il se trouve généralement en surplomb de l'eau, dans une anfractuosité difficile d'accès ou à l'abri derrière une chute d'eau. Sa construction s'effectue entre février et avril, avec de la mousse, des tiges et des feuilles. Les sites de nidification sont réutilisés chaque année. Cette espèce niche jusqu'à 2200m d'altitude.
La femelle pond entre quatre et six œufs, blancs et brillants. Le pic de pondaison se trouve en avril. Les œufs sont couvés par la femelle et éclosent au bout de 16 jours. Il y a généralement deux nichées, sauf en altitude en raison de la plus faible teneur en calcium des eaux.
Pendant les premiers jours suivant l'éclosion, la femelle s'occupe des oisillons en les tenant au chaud, tandis que le mâle s'occupe de chercher la nourriture pour toute la famille. Puis, lorsque les petits atteignent l'âge de deux semaines environ, la femelle s'occupe elle aussi de subvenir aux besoins alimentaires des oisillons. Lorsque l'un d'eux est repu, il se retire au fond du nid, laissant la place à l'un de ses frères ou sœurs affamés.
Les cincles accordent une attention particulière à l'hygiène du nid. Ainsi, les parents enlèvent les sacs fécaux excrétés par les jeunes pendant les dix premiers jours puis, lorsque ceux-ci défèquent en dehors du nid, ils emportent les déjections loin du nid pour ne pas attirer l'attention des prédateurs.
Les jeunes cincles quittent le nid vers l'âge de 20 à 25 jours. Ils restent généralement à l'abri jusqu'à ce qu'ils acquièrent leur plumage complet (trois à cinq jours). Lorsqu'ils sont âgés de cinq à sept semaines, leurs parents les chassent du territoire. Ils doivent alors se trouver un autre territoire pour passer l'hiver. Le cincle plongeur à une longévité qui peut atteindre 8 ans.
Les anciens nids des Cincles plongeurs sont parfois réutilisés par le Troglodyte mignon.

## Répartition et habitat
Le cincle vit à proximité des cours d'eau rapides et oxygénés (torrents), surtout en montagne (Pyrénées, Alpes et Corse, Jura, population résiduelle en Massif Central et Bretagne pour la France), notamment ceux dont le fond est caillouteux et peu profond. Il était par exemple présent en Bretagne et le serait encore de façon résiduelle dans certaines rivières ; en effet même si la Bretagne est peu montagneuse, ses rivières sont courtes et pentues, ce qui en fait de bonnes rivières à saumon, idéales pour le cincle plongeur.
Il est inféodé à l'Europe mis à part le centre et l'ouest de la Belgique et les Pays-Bas, le Nord et le Centre de la France, les plaines et la steppe. Il est également présent en Turquie, dans les îles méditerranéenne et dans l'Atlas.

## Le cincle plongeur et l'Homme
Le cincle plongeur est l'oiseau national de la Norvège,.